# 射手驅逐戰車
射手驅逐戰車（英軍定名為）是二戰時期英國以瓦倫丁步兵坦克的底盤作蓝本，配以17磅炮而成的一種驅逐戰車。

## 設計

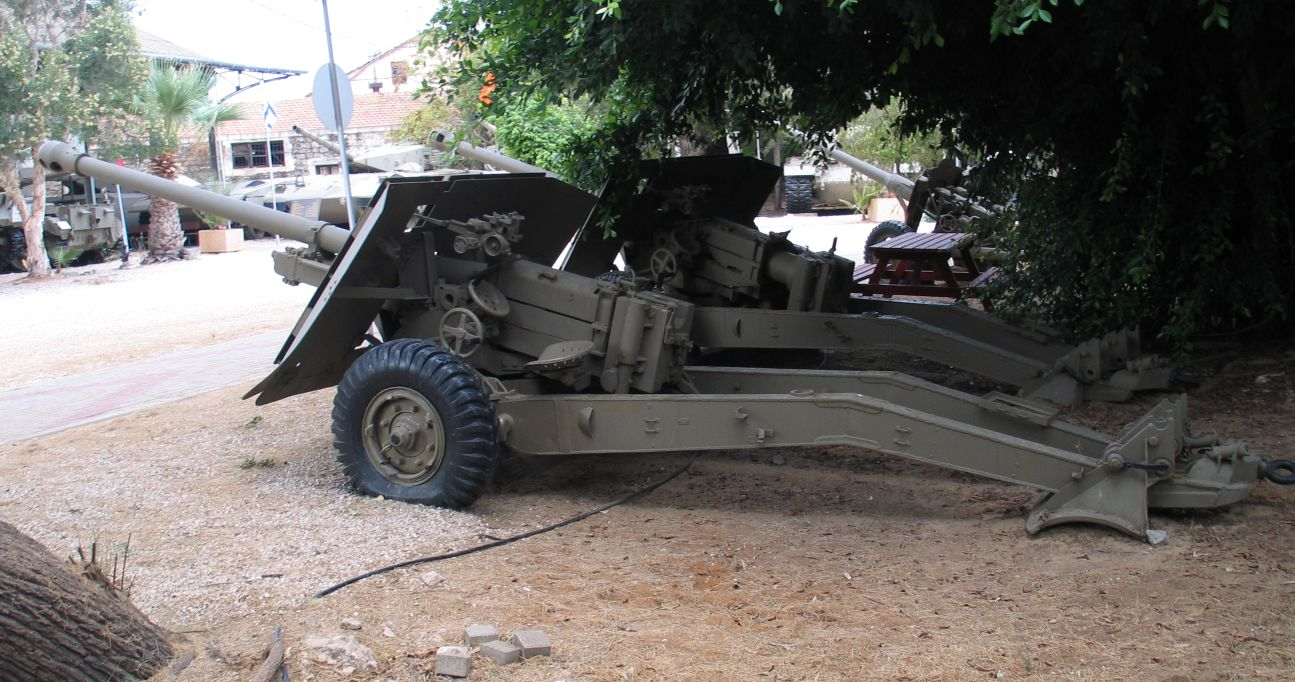
QF 17磅炮

1943年英軍仍然使用QF 2磅炮及QF 6磅炮作为坦克的主要武器，然而對付德軍裝甲車輛的火力相當不足，QF 17磅炮雖然火力強大，但只能以牽引方式送达戰場，只可作防禦用途，為了快速提高反坦克能力，英軍決定把17磅炮裝上當時正量產的華倫泰步兵坦克的底盤上，成為射手驅逐戰車。
不過華倫泰步兵坦克的底盤細小，無法以旋轉炮塔方式加裝大型的QF 17磅炮，只能把主炮向後安裝，再配低矮的開頂式固定炮塔，成為了一種絕佳的伏擊武器，通常發射數發後就可快速轉換位置，無須浪費時間原地旋轉車體離開，不過細小的空間令主炮後膛剛好在駕駛座上，發射時駕駛員必須離開駕駛座免被後座力所傷。
後來英軍的挑戰者巡航坦克、阿基里斯驅逐戰車及雪曼螢火蟲也能安裝QF 17磅炮，射手驅逐戰車不再生產。

## 服役

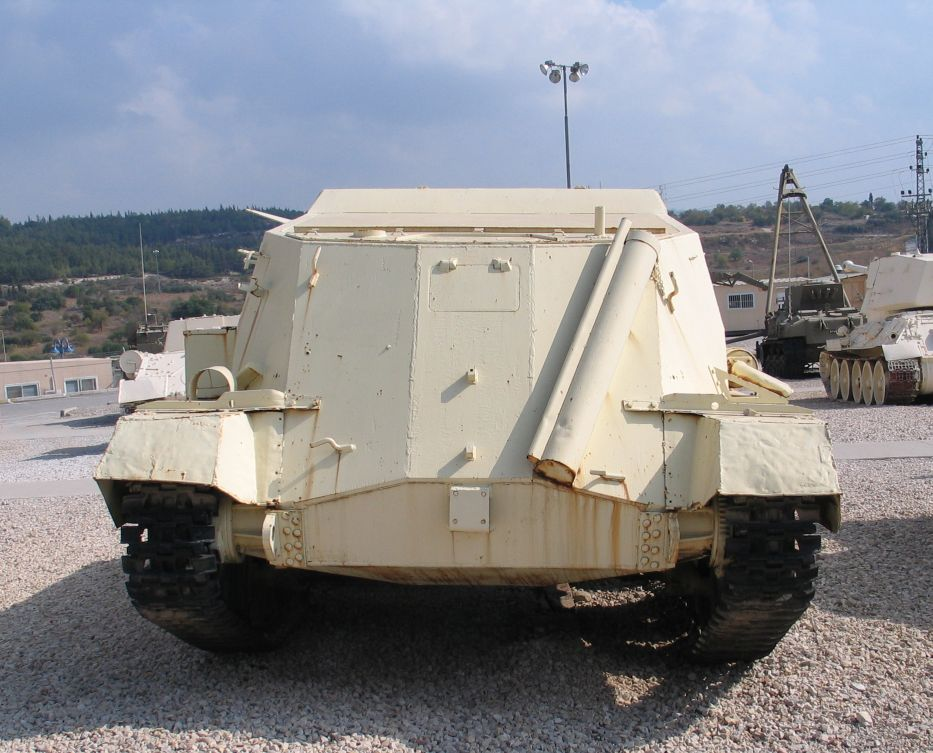
射手驅逐戰車的車體正面。

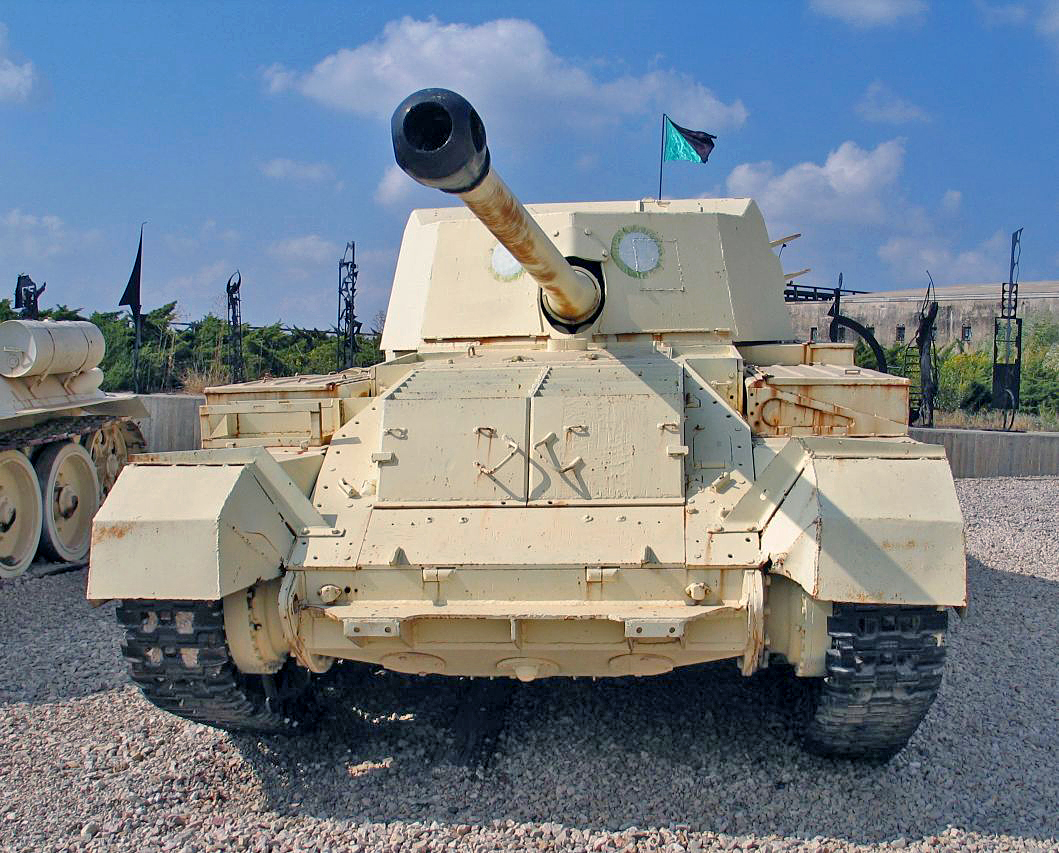
埃及陸軍用於第二次中東戰爭的射手驅逐戰車，被以色列國防軍擄獲後存放於博物館中。

射手驅逐戰車在1943年中期開始進行生產，1944年10月正式使用，主要服役於西線戰場及意大利攻防戰，至二戰結束時只生產了665架，英軍定位為自走炮，並裝備英國皇家炮兵團（Royal Artillery）及英國皇家坦克團。
二戰後一部份射手驅逐戰車交給埃及陸軍，並參與了第二次中東戰爭。部份己退役的則存於現存以色列的以色列装甲部队纪念馆、荷蘭上洛恩戰爭博物館及英國巴溫頓坦克博物館中。

## 流行文化

### 遊戲
- 戰車世界

戰遊網的大型多人線上遊戲《戰車世界》中做為英國科技樹V階驅逐戰車登場；而其手機平台版《戰車世界：閃擊戰》則是以施加了特殊迷彩的「Angry conner（憤怒康納）」做為英國科技樹V階加值驅逐戰車登場。由於遊戲中是將砲管所指向的原車尾視為「車頭」，與史實並不一樣，因此在遊戲有著「後退比前進快」的有趣現象。
- 戰爭雷霆

Gaijin Entertainment的大型多人線上遊戲《戰爭雷霆》在英國陸軍科技樹做為II級驅逐戰車登場。在此遊戲中就忠實重現了砲管朝後安裝的特點。也因此導致了本車在遊戲中上手難度頗高。
- 戰地風雲5

在藝電開發的遊戲《戰地風雲5》中，射手式驅逐戰車被作為第二章第六週的最終獎勵登場，並名為瓦倫丁射手驅逐坦克，玩家也可以在遊戲內花費連隊幣購買。

## 外部链结
- OnWar （页面存档备份，存于）
- WWII Vehicles （页面存档备份，存于）